# Kaspar Hassel
Kaspar Fredrik Hassel (ur. 6 listopada 1877 w Roan, zm. 9 kwietnia 1962 w Bergen) – norweski architekt i żeglarz, olimpijczyk, zdobywca złotego medalu w regatach na Letnich Igrzyskach Olimpijskich w 1920 roku w Antwerpii.
Na Letnich Igrzyskach Olimpijskich 1920 zdobył złoto w żeglarskiej klasie 12 metrów (formuła 1919). Załogę jachtu Heira II tworzyli również Johan Friele, Olaf Ørvig, Erik Ørvig, Thor Ørvig, Arthur Allers, Christen Wiese, Martin Borthen i Egill Reimers.
Jako architekt projektował w szczególności budynki szkolne.